# Гоголкин, Анатолий Васильевич
Анатолий Васильевич Гоголкин (18 декабря 1951, Соцгород 6, Ленинабадская область — неизвестно) — советский футболист, нападающий; тренер.

## Биография
Анатолий Гоголкин родился 18 декабря 1951 года в посёлке Соцгород Ленинабадской области Таджикской ССР (сейчас город Бустон Согдийской области Таджикистана).
Играл в футбол на позиции нападающего. Начал карьеру в 1971 года в ташкентском «Политотделе», который выступал во второй лиге.
В 1973—1974 годах играл во второй лиге за «Янгиер», забив в каждом из сезонов по 3 мяча. 
В сезоне-74 перебрался в ташкентский «Пахтакор», выступавший в высшей лиге, но дебютировал в его составе только в 1975 году, сыграв 11 матчей в чемпионате СССР, голов не забивал. Часть сезона-75 снова провёл в «Янгиере», забив 10 мячей.
В 1976 году продолжил выступать за «Пахтакор», вылетевший в первую лигу, но провёл только 4 матча.
Оставшуюся часть карьеры провёл во второй лиге, демонстрируя высокую результативность: в 1978 и 1979 годах забил 12 и 17 мячей соответственно за семипалатинский «Спартак». Часть сезона-79 провёл в самаркандском «Динамо», за которое выступал и в 1980 году, забив 16 мячей в 31 матче.
В 1989 году был тренером семипалатинского «Спартака».
Дата смерти неизвестна.

## Семья
Старший брат — Александр Васильевич Гоголкин (род. 1950), советский футболист.